# Virgilio Rosario
Virgilio Rosario (* 1499 in Spoleto; † 22. Mai 1559 in Rom) war ein italienischer Kardinal der Römischen Kirche.

## Leben

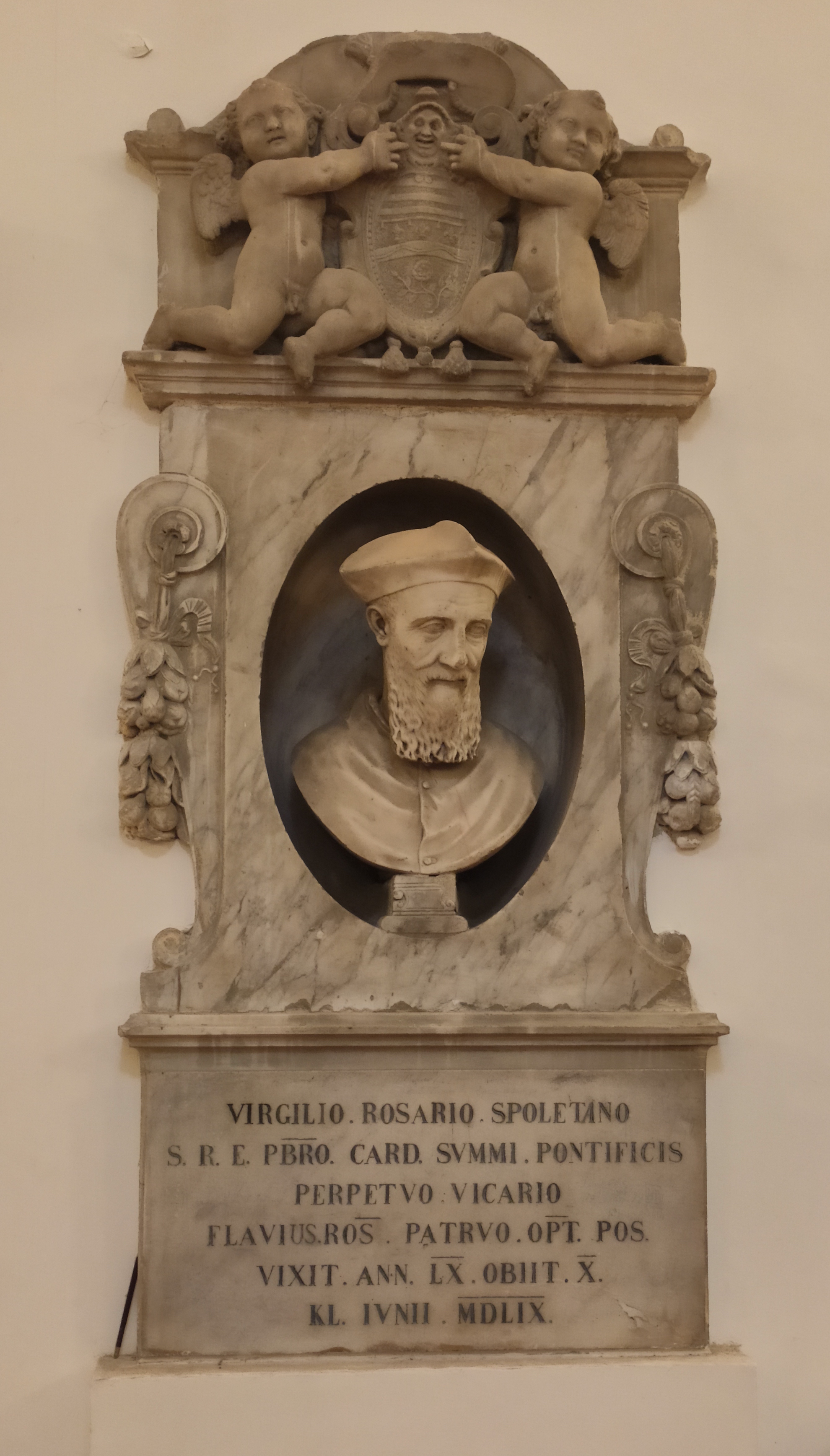
Grabmal von Virgilio Kardinal Rosario (Santa Maria sopra Minerva, Rom)

Rosario schloss seine Studien mit dem Grad eines Doctor iuris utriusque ab und wurde Gemeindepfarrer sowie Kommendatarabt von Santa Maria Rotonda in Neapel. Er ging nach Rom und wurde dort Kanonikus von Santa Maria ad Martyres.
Am 27. August 1554 wurde Rosario zum Bischof von Ischia ernannt und empfing am 24. Februar 1555 in der Sixtinischen Kapelle durch Kardinal Giovanni Michele Saraceno die Bischofsweihe, Mitkonsekratoren waren Ascanio de Ferrariis, früherer Bischof von Montepeloso, und Fabio Mirto, Bischof von Caiazzo.
Am 15. März 1557 wurde Rosario von Papst Paul IV. zum Kardinalat erhoben und erhielt als Kardinalpriester am 24. März 1557 die Titelkirche San Simeone Profeta. Er war seit 1558 Generalvikar für die Stadt Rom und einer der Kardinäle, die in der Sache gegen Kardinal Giovanni Girolamo Morone entscheiden sollten.
Er starb am 22. Mai 1559 gegen 10 Uhr vormittags im Apostolischen Palast eines plötzlichen Todes; aufgrund einer Venenruptur im Brustkorb erstickte er an seinem eigenen Blut. Er wurde in der Kirche Santa Maria sopra Minerva beigesetzt.